# Dzwonnica parawanowa

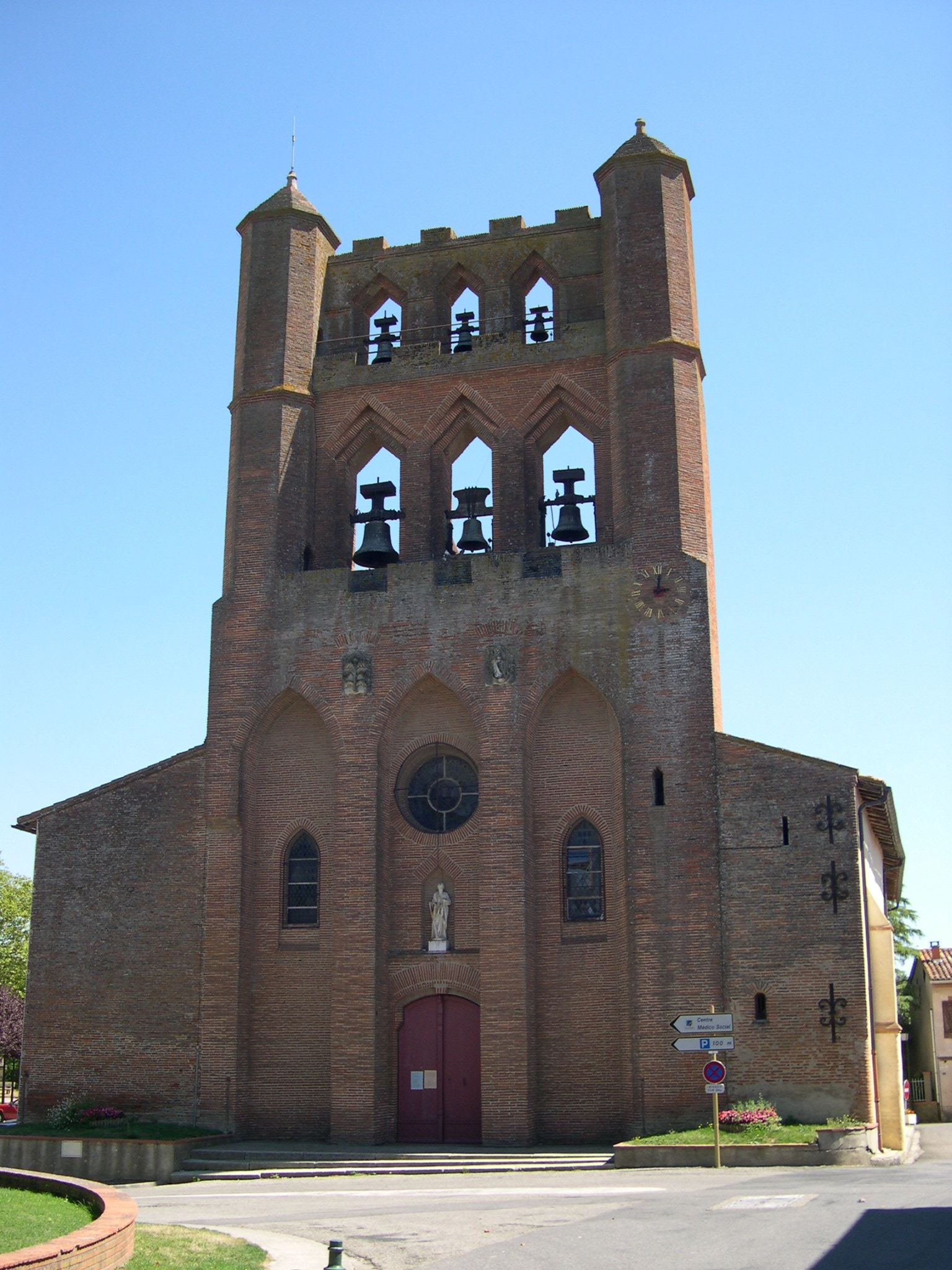
Dwukondygnacyjna dzwonnica parawanowa kościoła w Montgiscard (Haute-Garonne, Francja).

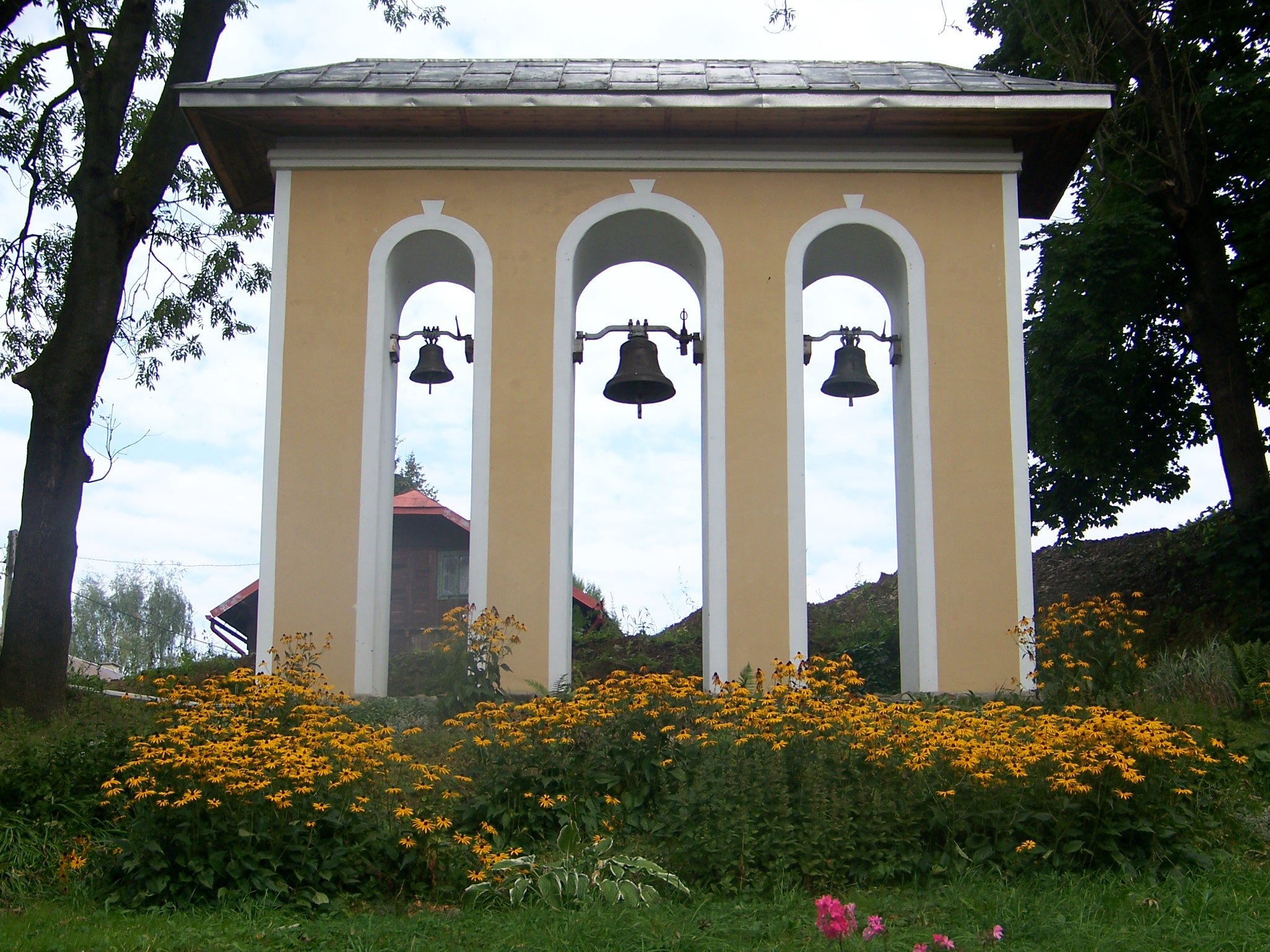
Dzwonnica parawanowa w Ustrzykach Dolnych w Bieszczadach

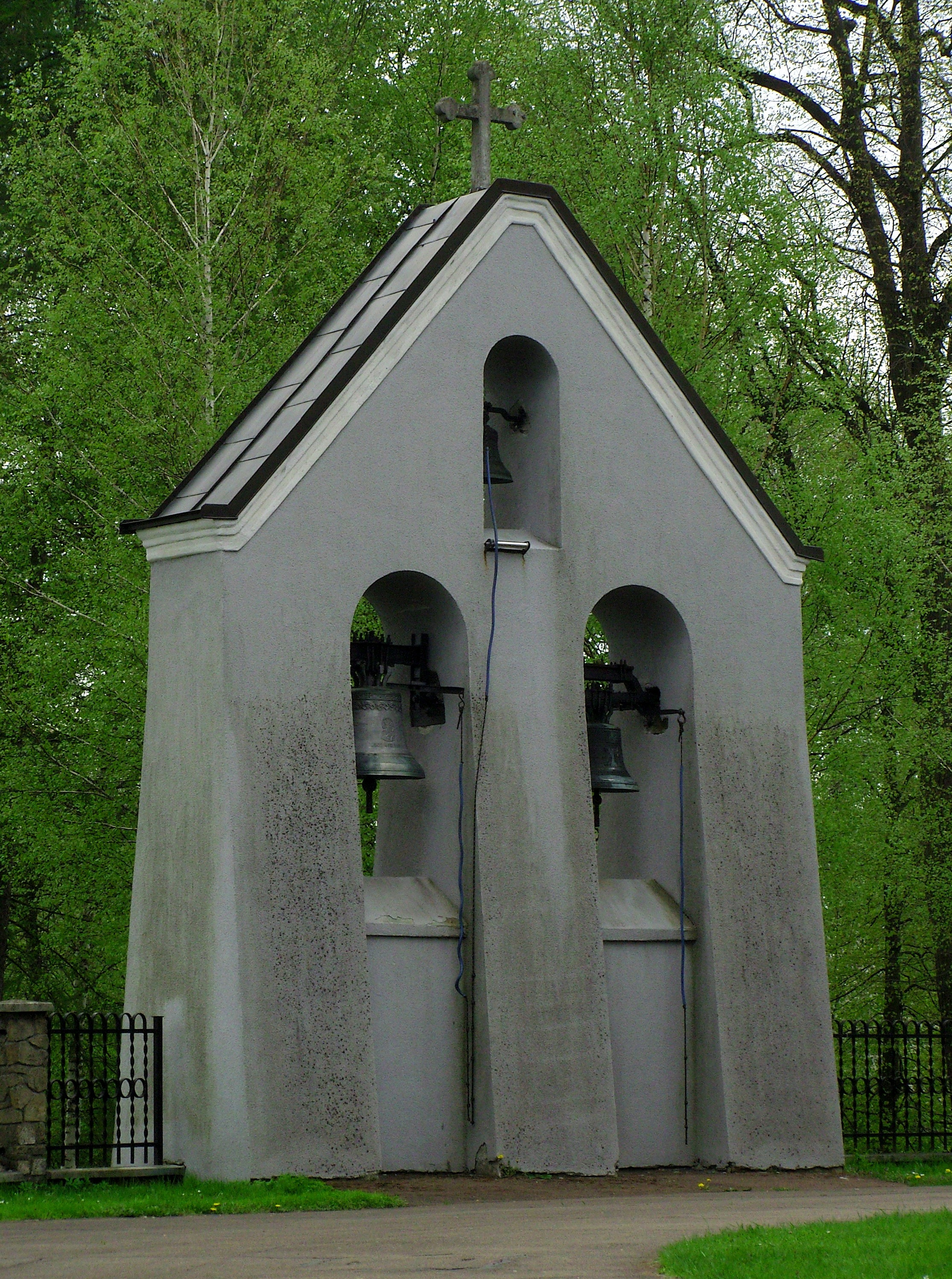
Dzwonnica parawanowa w Bączalu Dolnym na Pogórzu Ciężkowickim

Dzwonnica parawanowa – konstrukcja, najczęściej murowana, w postaci ścianki z kilkoma (zazwyczaj trzema) arkadami, z których każda mieści dzwon.
Dzwonnice takie wznoszono pierwotnie w formie nadbudowy nad frontową ścianą kościoła, jako rozwiązanie tańsze w wykonaniu od wieży (lub dwóch wież). Dotyczyło to zwłaszcza prowincjonalnych, mniej zasobnych parafii lub mniej znacznych kaplic. Trójosiowość konstrukcji miała nawiązywać do Świętej Trójcy.
Pojawiają się poczynając od XIII-XIV w. w architekturze gotyckiej. Liczne są w południowo-zachodniej Francji, w Périgord, Limousin, Langwedocji i Akwitanii, znacznie rzadsze w Bretanii i Pikardii. Pospolicie występują na Półwyspie Iberyjskim, skąd trafiły do architektury Ameryki Południowej i Środkowej.
W Polsce spotyka się dzwonnice parawanowe wolnostojące, dobudowywane najczęściej przy starszych kościołach, które albo w ogóle nie posiadały wież, albo konstrukcje tych wież były zbyt słabe, by unieść obciążenia od kołyszących się dzwonów. Na terenach Polski dotyczyło to w szczególności dawnych kościołów i cerkwi drewnianych.